# Guo Hanyu
Guo Hanyu (chino: /郭涵煜/; Zhengzhou, 18 de mayo de 1998) es una jugadora de tenis china.
Su mejor clasificación en la WTA fue la número 278 del mundo, que llegó el 23 de octubre de 2017. En dobles alcanzó número 48 del mundo, que llegó el 5 de febrero de 2024. Hasta la fecha, ha ganado dos título WTA en dobles, además de tres individuales y ocho títulos de dobles en el ITF tour.

## Títulos WTA (4; 0+4)

### Dobles (4)
| Leyenda              |
| -------------------- |
| Grand Slam (0)       |
| Juegos Olímpicos (0) |
| WTA Finals (0)       |
| WTA 1000 (0)         |
| WTA 500 (2)          |
| WTA 250 (2)          |

| N.º | Fecha                    | Torneos   | Superficie | Pareja           | Oponentes en la final               | Resultado        |
| --- | ------------------------ | --------- | ---------- | ---------------- | ----------------------------------- | ---------------- |
| 1.  | 23 de septiembre de 2023 | Guangzhou | Dura       | Jiang Xinyu      | Eri Hozumi Makoto Ninomiya          | 6-4, 7-6(4)      |
| 2.  | 24 de agosto de 2024     | Monterrey | Dura       | Monica Niculescu | Giuliana Olmos Alexandra Panova     | 3-6, 6-3, [10-4] |
| 3.  | 3 de noviembre de 2024   | Jiangxi   | Dura       | Moyuka Uchijima  | Katarzyna Piter Fanny Stollár       | 7-6(5), 7-5      |
| 4.  | 10 de enero de 2025      | Adelaida  | Dura       | Alexandra Panova | Beatriz Haddad Maia Laura Siegemund | 7-5, 6-4         |

#### Finalista (4)
| N.º | Fecha                 | Torneo     | Superficie | Pareja            | Oponentes en la final             | Resultado        |
| --- | --------------------- | ---------- | ---------- | ----------------- | --------------------------------- | ---------------- |
| 1.  | 22 de octubre de 2023 | Ningbo     | Dura       | Jiang Xinyu       | Laura Siegemund Vera Zvonareva    | 6-4, 3-6, [5-10] |
| 2.  | 13 de enero de 2024   | Hobart     | Dura       | Jiang Xinyu       | Chan Hao-ching Giuliana Olmos     | 3-6, 3-6         |
| 3.  | 4 de febrero de 2024  | Hua Hin    | Dura       | Jiang Xinyu       | Miyu Kato Aldila Sutjiadi         | 4-6, 6-1, [7-10] |
| 10. | 17 de agosto de 2025  | Cincinnati | Dura       | Aleksandra Panova | Gabriela Dabrowski Erin Routliffe | 4-6, 3-6         |